# Frederick Shulze
Frederick (Fred) Bennet Shulze (Portland (Oregon), 25 augustus 1935) was een Amerikaans componist, muziekpedagoog en organist.

## Levensloop
Shulze studeerde aan het Wheaton College, Wheaton (Illinois), waar hij zijn Bachelor of Music behaalde. Verder studeerde hij aan de Northwestern University in Evanston, Illinois, waar hij zijn Master of Music en aan de Universiteit van Washington in Seattle, waar hij ook tot Ph.D. (Philosophiæ Doctor) in 1971 promoveerde. Hij heeft als pianist en organist  oratoria en recitals begeleid in het noord- en middenwesten van de Verenigde Staten. 
Hij doceerde gedurende 8 jaar aan het Cascade College in Portland (Oregon) en ging daarna in 1970 bij de muziekfaculteit van de Taylor Universiteit in Upland (Indiana). Later werd hij aldaar professor voor orgel, muziektheorie, muziekgeschiedenis, compositie en elektronische muziek. Vanaf 1971 was hij organist aan de First Baptist Church, in Muncie (Indiana).  Als componist schreef hij naast werken voor orgel een werk met de titel Meditation voor harmonieorkest. In 2002 ging hij met pensioen.
Hij is gehuwd met Darlene Nye Shulze en zij hebben samen een dochter en een zoon.

## Publicaties
- Frederick Bennet Shulze: The Organ Works of H. Schroeder, Diss. University of Washington (USA), 1971